# Ina Boekbinder

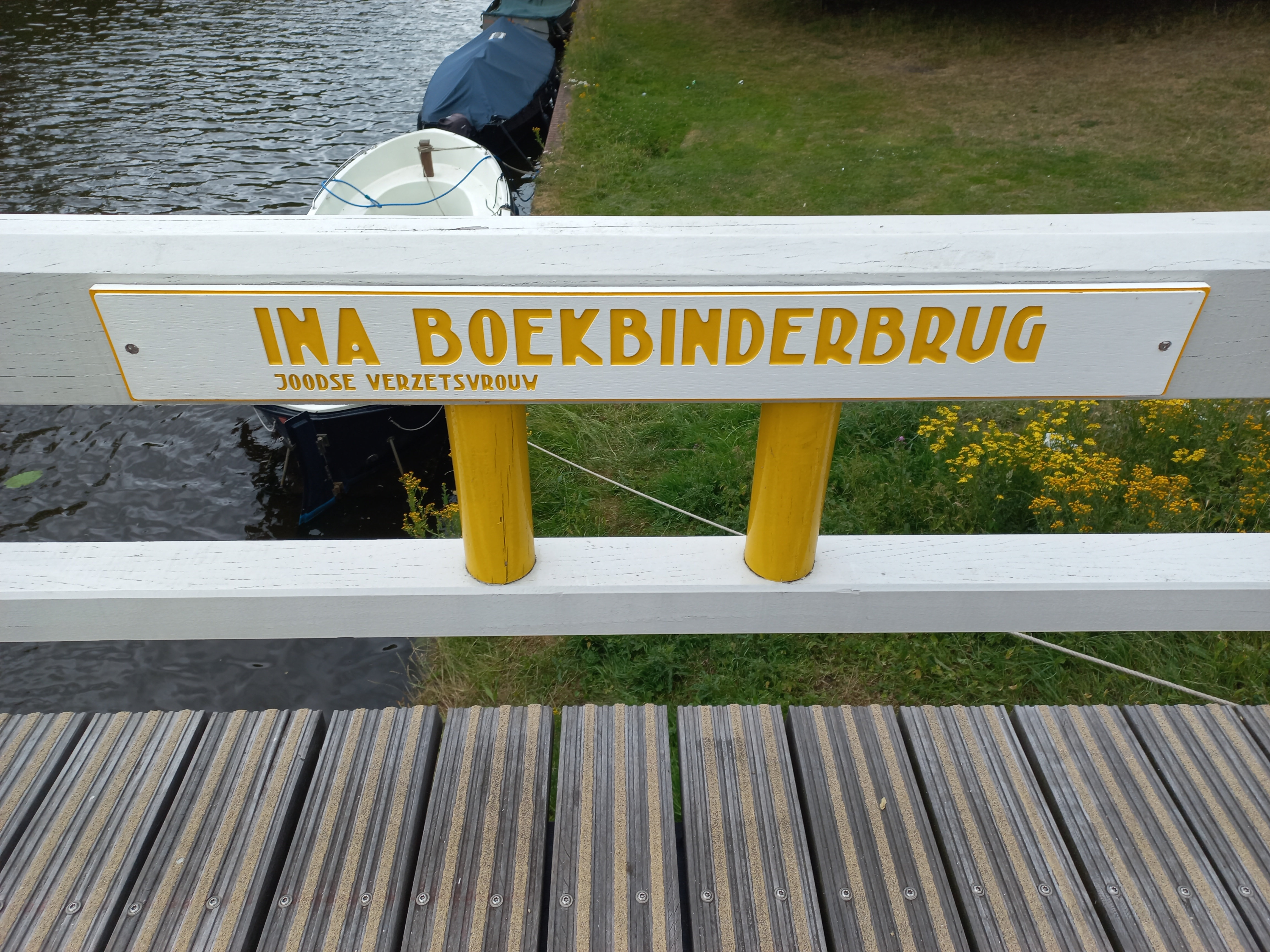
Naamplaat van Ina Boekbinderbrug (juli 2025)

Catharina Aaltjen (Ina) Boekbinder (Assen, 5 september 1915 - Hilversum, 13 december 1987) was een Joodse Nederlandse verzetsstrijder tijdens de Tweede Wereldoorlog.
Ze was dochter van Rosina Levie en manufacturenwinkel Lambertus Lodewijk Boekbinder. Ze was tussen 1940 en 1945 getrouwd met grossier in modeartikelen en voetbalscheidsrechter Leo Horn, vanaf 1951 was ze getrouwd met confectiefabrikant Jack Drukker.  
Ina Boekbinder werd geboren in Assen, waar zij een opleiding tot kleuterleidster en vervolgens tot verpleegster in het Wilhelminaziekenhuis volgde. In de jaren dertig was ze middenvoor van het Asser waterpoloteam en daar actief in de padvinderij. Op jonge leeftijd behaalde ze haar rijbewijs wat voor die tijd en zeker voor vrouwen zeer vooruitstrevend was.
Boekbinder deed haar verzetswerk vanuit haar (onderduik-)adres onder andere aan de Euterpestraat, waar zij samen met Horn woonde. Zij gebruikte daarbij het pseudoniem Catharina Weesing, verpleegster in het Wester Gasthuis. Haar verzetswerk bestond onder andere uit het vervoeren van stenguns in haar fietstassen, meedoen aan een overval op een verbanddepot (de buit werd in een door haar bestuurde lijkauto weggebracht). Daarnaast bracht ze verzetskranten rond, hielp ze Joodse kinderen onderduiken en bracht ze voedselbonnen naar onderduikers. Zelfs liet ze een tijdlang neefjes van haar toenmalige man in haar eigen huis onderduiken. Begin 1945 raakte ze gewond, toen ze tijdens een voedseltocht in de hongerwinter langs een raketbasis van V1 en V2's reed en door de luchtdruk van een lancering ten val kwam. Hierdoor maakte ze het einde van de oorlog op krukken mee. Voor haar werk ontving zij in 1981 het Verzetsherdenkingskruis.
Ten tijde van het verschijnen van de filmversie van Het bittere kruid, een roman van Marga Minco, werd zij naar aanleiding van haar verzetsverleden door Nico Scheepmaker in dagblad De Gooi- en Eemlander geïnterviewd over bepaalde aspecten daarvan.
In 1948 reisde Boekbinder met haar vriendin Helene Gersons, op een vrachtschip met passagiersaccommodatie van rederij Van Nievelt Goudriaan & Co. naar Montevideo in Zuid-Amerika, iets wat voor die tijd hoogst uitzonderlijk was. Extra bijzonder was het feit, dat Gersons een overlevende was van Bergen-Belsen. De papieren van deze reis worden beheerd door het Maritiem Museum in Rotterdam. 
In 1951 hertrouwde Boekbinder, werd mede directeur - eigenaar van een confectiefabriek en kreeg in 1952 een zoon. Zij overleed eind 1987 in haar toenmalige woonplaats Hilversum.
Op 5 september 2023 werd in Amsterdam een brug in de Minervalaan over het Zuider Amstelkanaal naar haar vernoemd: de Ina Boekbinderbrug.

## Onderscheiding
- Verzetsherdenkingskruis[6]